# خالاتالا بینه
خالاتالا بینه (به لاتین: Xalatalabinə) یک منطقه مسکونی در جمهوری آذربایجان است که در شهرستان زاقاتالا واقع شده است.